# South Luffenham
South Luffenham är en ort och civil parish i Storbritannien.   Den ligger i grevskapet och kommunen Rutland och riksdelen England, i den sydöstra delen av landet, 130 km norr om huvudstaden London. South Luffenham ligger 56 meter över havet och antalet invånare är 432.
Terrängen runt South Luffenham är huvudsakligen platt. South Luffenham ligger nere i en dal. Runt South Luffenham är det ganska tätbefolkat, med 160 invånare per kvadratkilometer. Närmaste större samhälle är Corby, 13,5 km söder om South Luffenham. Trakten runt South Luffenham består till största delen av jordbruksmark.